# Сануки (провинция)
Сануки (яп. 讃岐国 Сануки но куни) — историческая провинция Японии.

Карта Японии со старым административным делением (до 1868 года) и выделенной провинцией Сануки

Сануки — одна из исторических провинций на севере острова Сикоку, на берегу Внутреннего моря. Она граничила с провинциями Ава и Иё. Административно входила в регион Нанкайдо. Позднее эта территория вошла в состав префектуры Кагава.
Провинция была создана в VII веке первоначально из северо-восточной части Сикоку и островов Аваку во Внутреннем море. Главный её город раннесредневекового периода до сих пор так и не обнаружен, однако предположительно он находился вблизи нынешнего Сакаидэ. Другим развившимся здесь в Средневековье городом является Такамацу.
В период Сэнгоку провинцией правил род Миёси. Подвергшись нападению семьи Тёсокабэ из провинции Тоса, Миёси вынуждены были бежать. В свою очередь, Тёсокабэ были разбиты Тоётоми Хидэёси, передавшим Сануки своим приверженцам.
В период Эдо провинция Сануки делилась на пять частей: находившиеся на Сикоку три княжества — Такамацу, Маругамэ и Тадоцу (с центрами в одноимённых городах); владение сёгуна Тэнрё и находившаяся на острове Хонсю пятая часть — Цуяма.